# Ron Wallwork
Ronald Edward „Ron“ Wallwork (* 26. Mai 1941) ist ein ehemaliger britischer Geher.
1966 siegte Ronald „Ron“ Wallwork er für England startend im 20-Meilen-Gehen bei den British Empire and Commonwealth Games 1966. Bei den Leichtathletik-Europameisterschaften in Budapest wurde er im 20-km-Gehen Neunter.
Bei den British Commonwealth Games 1970 in Edinburgh wurde Ron Wallwork im 20-Meilen-Gehen Fünfter. 1971 erreichte er bei den Europameisterschaften in Helsinki im 50-km-Gehen nicht das Ziel.

## Persönliche Bestzeiten
- 20 km Gehen: 1:31:01 h, 4. April 1970, London
- 50 km Gehen: 4:21:02 h, 17. Juli 1971, Redditch